# شهريار نامه
شهريارنامه (الفارسية: شهریارنامه) هي قصيدة ملحمية باللغة الفارسية تحكي قصص شهريار بن برزو بن سهراب بن رستم. وتدور أحداث القصة في الهند والسند وسرنديب. وبحسب ذبيح الله صفا، فإن مؤلف هذه الملحمة هو عثمان مختاري، لكن عباس إقبال أشتياني، وبرويز ناتيل خانلاري، وجلال الدين هوماي يرفضون هذه النظرية. وقد نجت القصة في ثلاث مخطوطات غير مكتملة تختلف اختلافًا كبيرًا، ولكنها جميعًا تحكي نفس القصة. يبدو أن المخطوطات الأولى تعود إلى القرن الثامن عشر وتحتوي على 180 ورقة. في هذه المخطوطة، يذكر المؤلف اسمه باسم "فاروخي". أما المخطوطة الثانية فهي محفوظة في طاجيكستان وتحتوي على النسخة الأكثر شمولًا من القصيدة. المخطوطة الثالثة تحتوي على 32 ورقة وهي محفوظة في بريطانيا.
القصيدة مُهداة إلى الحاكم الغزنوي مسعود الثالث.